# Shahid (Film)
Shahid ist ein deutscher Hybridfilm unter der Regie von Narges Kalhor aus dem Jahr 2024. Der Film feierte am 16. Februar 2024 auf der Berlinale seine Weltpremiere in der Sektion Berlinale Forum.

## Handlung
Shahid ist autofiktional und bewegt sich als Hybridfilm zwischen Realität und Fiktion, Theater und Musical. Die Regisseurin und Drehbuchautorin Narges Shahid Kalhor, die aus Teheran stammt und in München lebt, spielt mit ihrer eigenen Vergangenheit: Erzählt wird von einer Filmemacherin, die aus ihrem Namen den Bestandteil Shahid (deutsch: Märtyrer) entfernen lassen will, weil er für sie eine Last ist.
Auf ihrer Mission streift die Protagonistin durch eine kulissenhafte Stadt. Ihr Urgroßvater, ein Mullah, der als Märtyrer starb, begleitet sie fortan mit seinen tanzenden Kumpels und will sie von ihrem Plan abbringen. Verhandelt werden dabei radikale Ideologien, historische Helden und Verbrechen. Zwischen bayerischer Bürokratie und Therapie, Geschichtsstunden auf einer Theaterbühne vor bunten Wandgemälden, Tanz- und Gesangseinlagen werden ihre wiederholten Bemühungen aufgezeigt und gleichzeitig zerlegt: Erzählt wird Shahid auch als Film-in-Film-Geschichte. Er zeigt die Filmemacherin hinter den Kulissen, wie sie ihre eigenen Bestrebungen und Irrtümer kommentiert oder mit ihrer Filmcrew und Hauptdarstellerin einzelne Szenen verhandelt.

## Produktion

### Filmstab

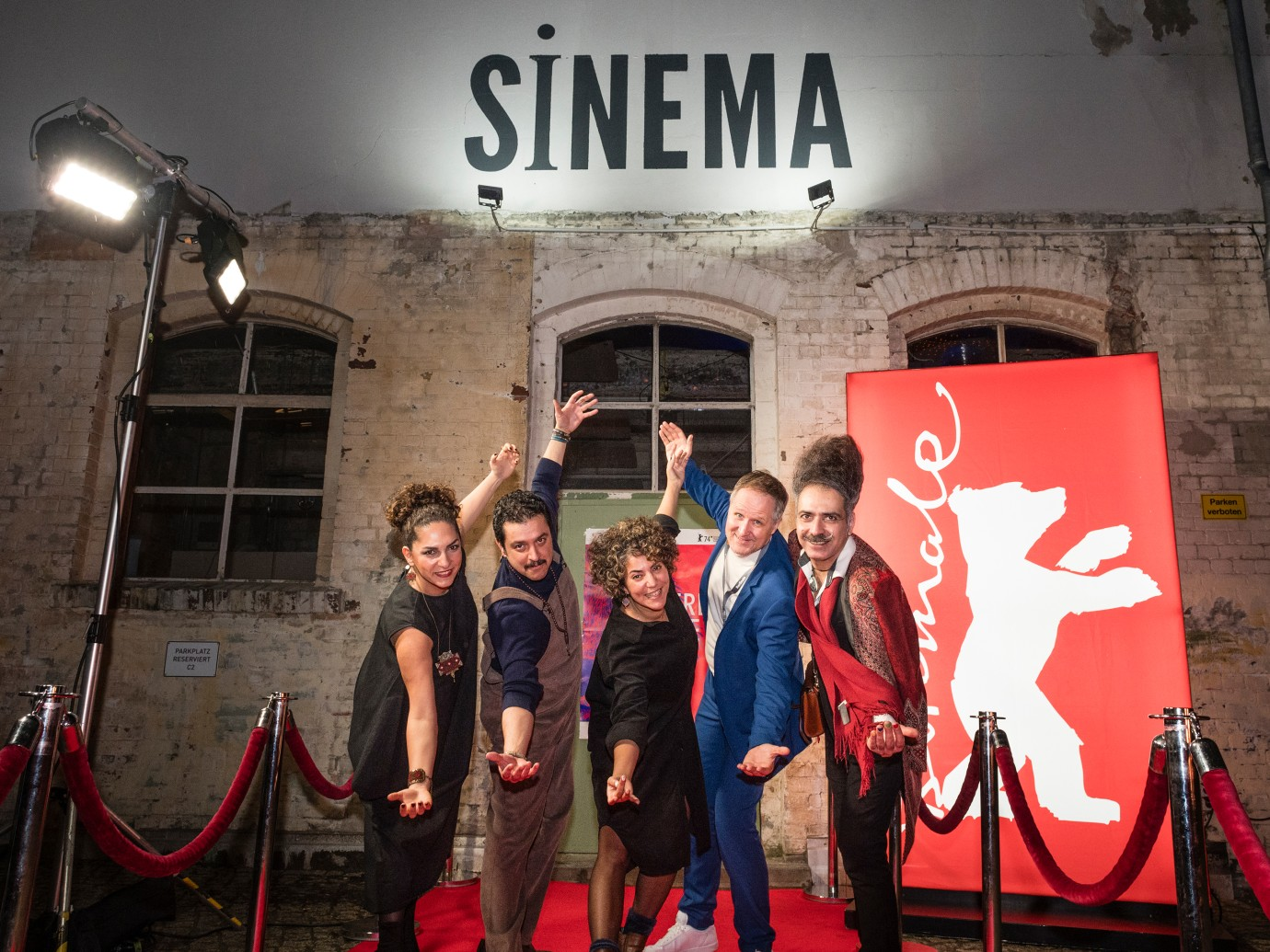
Saleh Rozati, Thomas Sprekelsen, Narges Kalhor, Nima Nazarinia und Baharak Abdolifard bei der Berlinale 2024

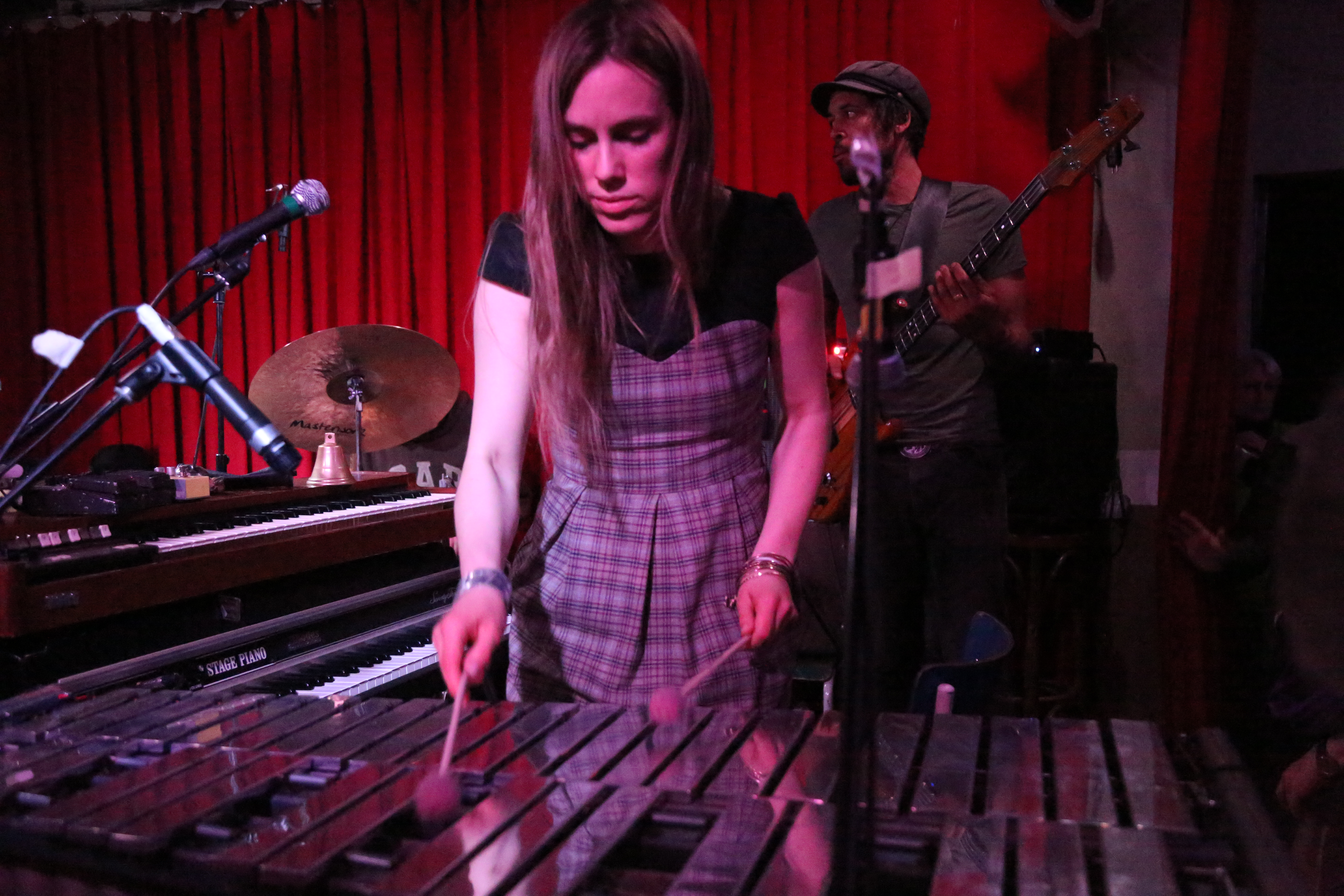
Marja Burchard, Filmkomponistin von Shahid, 2019

Regie führte die in Deutschland lebende iranische Filmregisseurin, Videokünstlerin und Filmeditorin Narges Kalhor, das Drehbuch stammt von ihr und Aydin Alinejadsomeeh. Shahid ist Kalhors erster Spielfilm. Die Kameraführung lag in den Händen des mit dem Deutschen Kamerapreis ausgezeichneten Felix Pflieger, die Musik komponierte die deutsche Fusionmusikerin Marja Burchard und für den Filmschnitt waren Narges Kalhor und Frank J. Müller verantwortlich.

### Produktion und Förderungen
Produziert wurde der Film von Michael Kalb. Produktionsfirma ist die Michael Kalb Filmproduktion, Dinkelscherben. Shahid ist eine Koproduktion mit dem ZDF / Das kleine Fernsehspiel. Der FilmFernsehFonds Bayern unterstützte mit 20.000 Euro in der Stoffentwicklungsförderung (Juli 2021) und mit 300.000 Euro über die Nachwuchsförderung Erstlingsfilm (März 2023). Von HessenFilm & Medien kam eine Produktionsförderung von 100.000 Euro (Januar 2023).

### Dreharbeiten und Veröffentlichung
Gedreht wurde an 20 Tagen zwischen dem 18. April und dem 24. Juni 2023 in München, Grünwald, Augsburg und Wiesbaden.
Der Film feierte am 16. Februar 2024 auf der Berlinale seine Weltpremiere in der Sektion Berlinale Forum. Der Verleih erfolgt über die Michael Kalb Filmproduktion und die Schmidbauer-Film GmbH & Co. KG. Der Kinostart in Deutschland wurde auf den 1. August 2024 festgesetzt.

## Auszeichnungen und Nominierungen
- 2024: Internationale Filmfestspiele Berlin
  - Nominierung für den GWFF Preis Bester Erstlingsfilm
  - Caligari Filmpreis[9]
  - C.I.C.A.E. Arthouse Cinema Award[10]
  - Prädikat „besonders wertvoll“[11]
- 2024:  Hessischer Filmpreis als „bester Spielfilm“[12]

## Rezeption
Kirsten Dietrich schrieb auf ndr.de, es gelinge dem Film, „ernst und politisch zu sein und gleichzeitig urkomisch“. Die Belastung der Regisseurin durch den Namen Shahid setze diese sehr plastisch um. Von der Familiengeschichte führe der Film in die iranische Geschichte, Politik und Glaubensüberzeugungen würden als Strukturen gezeigt, auf deren Basis „Männer über Frauen bestimmen.“ Auch Fabian Wallmeier lobte auf rbb24.de die Kombination von ernstem Thema und einem Erzählen „mit ungemein leichter Hand“. Der Film sei „absolut originell und unbedingt sehenswert“, „immer wieder verblüffend, mal geistreich-tiefsinnig, mal herrlich albern in seiner Dekonstruktionslust und im Aufeinandertreffen von Wunsch und Wirklichkeit deutscher Amtsstubenhaftigkeit. Lida Bach dagegen vergab auf moviebreak.de nur fünf von zehn möglichen Punkten. Das „Meta-Musical“ sei eher für die Theaterbühne als für die Leinwand geschaffen, es gebe darstellerische und strukturelle Mankos. Aber auch sie erkannte den Witz, die Authentizität und die (Selbst)Reflexion an, die in Shahid stecken.